# 张家港市中医院
张家港市中医院，是中国江苏省的一所医院，为三级乙等医院，位于张家港市杨舍镇康乐路4号。

## 规模
张家港市中医院总床位200张，日门诊量321人次。